# Крейг Муні
Крейг Дуглас Муні (англ. Craig Douglas Muni; 19 липня 1962, м. Торонто, Канада) — канадський хокеїст, захисник.
Виступав за «Кінгстон Канадієнс» (ОХЛ), «Вінздор Спітфайєрс» (ОХЛ), «Торонто Мейпл-Ліфс», «Сент-Катарінс Сейнтс» (АХЛ), «Едмонтон Ойлерс», «Чикаго Блекгокс», «Баффало Сейбрс», «Вінніпег Джетс», «Піттсбург Пінгвінс», «Даллас Старс».
В чемпіонатах НХЛ — 819 матчів (28+119), у турнірах Кубка Стенлі — 113 матчів (0+17).
Досягнення
- Володар Кубка Стенлі (1987, 1988, 1990).